# Atentado da Piazza Fontana

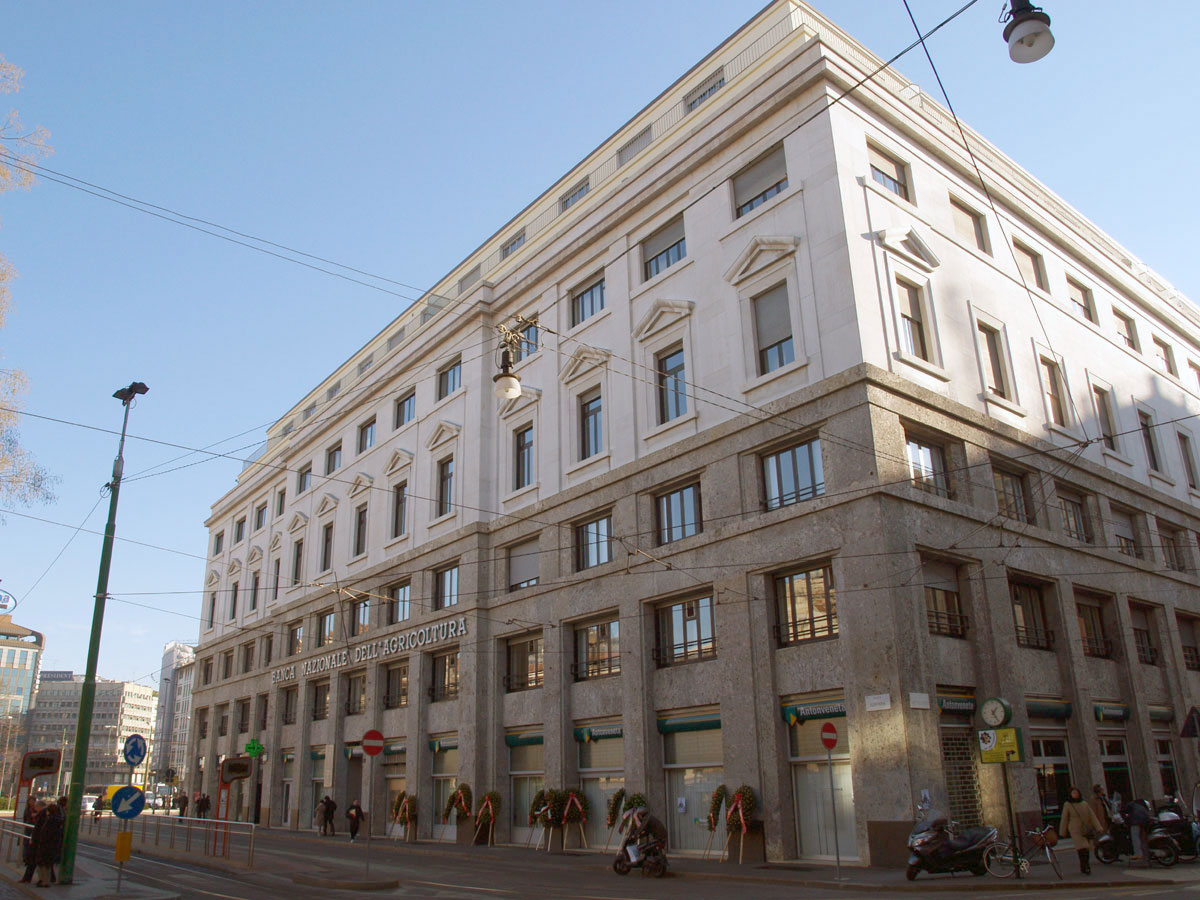
Prédio da Banca Nazionale dell'Agricoltura, dentro do qual explodiu a bomba, em 12 de dezembro de 1969.

O atentado da Piazza Fontana foi uma grave ação terrorista que ocorreu no dia 12 de dezembro de 1969 no centro de Milão, quando, às 16h37min, uma bomba explodiu na sede do Banco Nacional da Agricultura na Piazza Fontana, provocando a morte de dezessete pessoas e ferindo outras oitenta e oito. Pela sua gravidade e importância política, esse acontecimento assumiu um papel histórico básico, sendo geralmente considerado como o primeiro ato produzido pela estratégia da tensão.
Uma segunda bomba foi encontrada intacta na sede de um outro banco — Banca Commerciale Italiana — sediado na praça Scala. Foram feitas as investigações iniciais e posteriormente o artefato foi explodido, destruindo-se desta forma possíveis elementos importantes para traçar a origem do explosivo ou para descobrir quem poderia ter preparado a bomba.
Uma terceira bomba explodiu em Roma às 16h55min do mesmo dia, na passagem subterrânea entre a entrada da Via Veneto e a da via San Basilio de um terceiro banco (Banca Nazionale del Lavoro), com treze feridos. Outras duas bombas explodiram em Roma, entre às 17h20min e às 17h30min, uma em frente ao Altar da Pátria e a outra na entrada do Museu do Risorgimento, na Praça Veneza, resultando em quatro feridos.
Ocorreram, portanto, cinco atentados terroristas na tarde daquele dia, concentrados, do primeiro ao último, em um período de tempo de somente 53 minutos, atingindo, ao mesmo tempo, as duas maiores cidades italianas, Roma e Milão.
Embora o caso ainda seja objeto de controvérsia, a responsabilidade pelos ataques tem sido atribuída a grupos de extrema-direita, que visavam um endurecimento das políticas repressivas e autoritárias através da instauração de um clima de tensão no país.
Era a época dos protestos estudantis, marcada também pela chamada estratégia da  tensão. Entre 1968 e 1974, 140 atentados serão registrados, sendo que o da Piazza Fontana é um dos mais graves, sendo considerado, juntamente com o Atentado de Bolonha (1980), como um dos piores acontecimentos da história italiana do pós-guerra. No quadro político então vigente na Itália, cujo momento mais crítico é esse atentado, há muitas semelhanças com a Grécia, durante a fase que precedeu o golpe de estado de 21 de abril de 1967 e a instauração da ditadura dos coronéis.

## Investigações
Inicialmente, as investigações visaram todos os grupos considerados extremistas. Foram presas cerca de 80 pessoas, principalmente anarquistas ligados ao Circolo anarchico 22 marzo.
Em 12 de dezembro, o anarquista Giuseppe Pinelli (que, anteriormente, fora preso e interrogado com outros anarquistas, na primavera de 1969, por ocasião de outros atentados, os quais posteriormente também se revelaram de matriz neofascista), foi preso e longamente interrogado pela polícia. Em 15 de dezembro, após três dias de interrogatórios, Pinelli cai do quarto andar do prédio da polícia milanesa e morre. O inquérito policial concluiu que o homem havia se jogado. A versão oficial da morte de Pinelli foi fortemente criticada pelos anarquistas e pela imprensa em razão de algumas contradições entre as versões apresentadas pelos policiais acerca dos fatos.
O arquivamento do processo sobre a morte de Giuseppe Pinelli foi pedido em 27 de outubro de 1975.
Em 16 de dezembro, outro anarquista, Pietro Valpreda, foi preso. O Corriere della Sera anunciou que "o monstro" havia sido capturado e o presidente da República, Giuseppe Saragat, cumprimentou o chefe da polícia de Milão. Mas sete processos ainda se seguiram, resultando em acusações a vários anarquistas e a integrantes da direita. Todavia, todos os acusados foram absolvidos ou não chegaram a ser julgados. Em 38 anos, não houve condenação definitiva pelo atentado, embora Carlo Digilio, neofascista do Ordine Nuovo, tenha confessado o próprio papel na preparação do atentado e obtido, em 2000, a prescrição do crime.
Em 3 de maio de 2005, a Corte de Cassação absolveu definitivamente os últimos acusados (Delfo Zorzi, Carlo Maria Maggi e Giancarlo Rognoni, militantes do Ordine Nuovo condenados, em primeira instância, a prisão perpétua).
A morte de Pinelli ainda é objeto de discussões, embora a Magistratura se tenha pronunciado de modo unívoco, no sentido da morte acidental do anarquista.
O neofascista Delfo Zorzi, depois de fugir para o Japão em 1974, obteve a cidadania japonesa. O Japão rejeitou a extradição de Zorzi para a Itália.

## Afirmações atribuídas a Aldo Moro durante seu cativeiro
No "Memorial Moro", compilação do interrogatório a que Aldo Moro foi submetido pelas Brigadas Vermelhas, enquanto foi mantido em cativeiro, Moro teria indicado, como prováveis responsáveis pelo atentado, bem como pela estratégia da tensão, ramificações do Servizio Informazioni Difesa (o antigo serviço secreto italiano), onde estariam infiltradas várias figuras ligadas à direita, com possíveis influências de elementos de fora da Itália.